# Congreso del Estado de Hidalgo
El Honorable Congreso del Estado Libre y Soberano de Hidalgo es la asamblea en la que se deposita el Poder Legislativo del Estado de Hidalgo, una de las 32 Entidades Federativas de México. La asamblea se reúne en el Recinto del Poder Legislativo, ubicado en la ciudad de Pachuca de Soto.

## Historia

### De la I a la XX Legislatura
Después de la erección del Estado de Hidalgo el 2 de mayo de 1869 se realizan las primeras elecciones estatales quedando instaurada la I Legislatura del Congreso de Hidalgo quedando instalada de forma Constitucional y a la vez Constituyente, conformada por 11 diputados representando el mismo número de distritos electorales locales. Tomó posesión el 16 de mayo del mismo año. Después de un año se aprobó la 1° Constitución de Hidalgo en sesión del día 16 de mayo de 1870, siendo promulgada por Antonino Tagle cinco días después, el 21 de mayo de 1870. 
La constitución ratificó el número de sus integrantes, y modificó la cabecera de Huascazaloya estableciéndola en Atotonilco el Grande. Por otro lado, se estableció que la duración de cada legislatura sería de dos años, sin prohibir su reelección en forma alguna; y se establecieron dos periodos ordinarios de sesiones con duración cada uno de 64 días, el primero a partir del 1 de marzo de cada año y el segundo el 1 de julio, determinándose la existencia de una Diputación Permanente para los recesos, integrada por tres legisladores, propietarios y 2 suplentes.
El 15 de septiembre de 1894 con la XIII Legislatura y Segunda Constituyente, promulga la 2° Constitución de Hidalgo, y en ella fueron ratificados el número de distritos y legisladores, y se modificación del segundo periodo ordinario de sesiones, trasladándolo de julio a septiembre. Fue hasta 1903 cuando se suprime el Distrito de Atotonilco el Grande, integrándose la XVIII Legislatura con 10 Diputados. En 1913 se realizaron reformas para incrementar el número de Distritos Electorales a 11 incorporándose el de Ixmiquilpan.

### De la XX a la XXX Legislatura
El 5 de agosto de 1914 Nicolás Flores, con base al Plan de Guadalupe decreto, la disolución de la XXIII Legislatura. Esta situación prevaleció hasta el 21 de junio de 1917 al reiniciarse los trabajos del Congreso a través de la XXIV Legislatura siendo también la Tercera Constituyente.
La XXIV Legislatura instalada el 21 de junio de 1917 fue encargada de redactar la nueva constitución integrándose con 16 Diputados, agregando los Distritos de Tezontepec, Ixmiquilpan, Jacala, Metzquititlán y Tenango de Doria. Después de una enconada disputa entre la XXV Legislatura y Constituyente y el Gobernador Nicolás Flores; el 21 de setiembre de 1920, se promulga la constitución que rige el Estado hasta la fecha.
En los años siguientes se mantuvo el número de integrantes hasta el año de 1927 con la XXIX Legislatura; en la que quedó aprobado la creación del Distrito de Yahualica después de las elecciones se anularon sin argumentación alguna el de este y el de Zacualtipan. En la siguiente Legislatura nuevamente volvió a integrarse con 17 Diputados.

### De la XXX a la LX Legislatura
En 1931 se redujo el número de Distritos a 11, permaneciendo así hasta 1972. El periodo de las Diputaciones se amplió de dos a tres años en 1945. En 1972 se incrementó nuevamente el número de Diputados de 11 a 15, al agregarse los Distritos de Jacala, Molango, Ixmiquilpan y Atotonilco el Grande. La reforma de 1979 introdujo el pluripartidismo en la integración del Congreso través de la figura de los legisladores de representación proporcional, integrándose por primera vez con 19 diputados, 15 de mayoría relativa y 4 de representación proporcional, en 1981.
Para el año de 1993 se modifica el número de diputados de representación proporcional a 9; consolidándose la creación de la figura del Instituto Estatal Electoral de Hidalgo como un organismo autónomo. En el periodo siguiente se reforma para incrementar el número de Distritos a 18, agregándose Tepeji del Río, Tizayuca y Pachuca se dividió para tal efecto en dos partes Pachuca Oriente y Pachuca Poniente. Finalmente con fecha 7 de mayo de 1998, se aprueba el aumento a 29 Diputados, 18 de mayoría relativa y 11 de representación proporcional.
Para la LX Legislatura se aumentó a 30 Diputados, 18 electos por mayoría relativa y 12 electos por el principio de representación proporcional. Finalmente, el 3 de septiembre de 2015, el Consejo General del Instituto Nacional Electoral (INE) se aprobó una nueva redistritación.

## Elección

### Mayoría relativa
Los 18 diputados por mayoría relativa electos por votación directa, secreta y uninominal mediante el sistema de distritos electorales. Los diputados al Congreso del Estado podrán ser reelectos hasta por un periodo consecutivo. La postulación solo podrá ser realizada por el mismo partido o por cualquiera de los partidos integrantes de la coalición que los hubieran postulado; salvo que hayan renunciado o perdido su militancia antes de la mitad de su mandato. El congreso se renueva en su totalidad cada tres años, mediante elección que se celebrará el primer domingo de junio del año que corresponda, debiendo tomar posesión de su cargo los integrantes de la nueva Legislatura, el cinco de septiembre del año de la elección.

### Representación proporcional
Para poder acceder a la representación proporcional (RP), los partidos políticos registrar una lista, con fórmulas de candidatos y suplentes del mismo género a elegir por el principio de RP; obtener cuando menos el 3% de la votación estatal; registrar en lo individual fórmulas de candidatos de mayoría relativa, en cuando menos 12 distritos electorales uninominales; y garantizar la paridad de género. Los doce diputados plurinominales, se eligen por medio de dos criterios A y B.
Por el criterio A, se escogen del listado de fórmulas para RP, en orden de prelación alternando fórmulas género de manera sucesiva. Por criterio B las fórmulas de candidatos que no lograron el triunfo en el distrito en que participaron, pero que alcanzaron a nivel distrital los mayores porcentajes de la votación válida emitida, comparados respecto de otras fórmulas de su propio partido; con la finalidad de garantizar la paridad de género, una vez que se determinó el primer lugar de ésta lista, el segundo lugar será ocupado por la fórmula del otro género, e irán intercalando.

## Instalación y funcionamiento
Actualmente el Título Sexto, Capítulo Primero de la Constitución de Hidalgo es el que sustenta y da legalidad al Congreso del Estado. Los artículos más relevantes correspondientes al Legislativo son los siguientes:
- Sección I: Del Congreso
  - Artículo 28: La asamblea se denominará: Congreso del Estado Libre y Soberano de Hidalgo.
- Sección II: De la elección de diputados e instalación del congreso.
  - Artículo 29: El Congreso se compondrá de por 18 Diputados electos por votación directa y 12 Diputados electos por representación proporcional.
  - Artículo 31: Requisitos para ser diputado.
  - Artículo 32: Quienes no pueden ser electos Diputados.
  - Artículo 34: Los Diputados son inviolables por las manifestaciones de ideas opiniones.
  - Artículo 36: El Congreso se renovará en su totalidad cada tres años.
- Sección III: De las sesiones
  - Artículo 38: Del número de periodo de sesiones y fechas de inicio y conclusión de las mismas.
- Sección IV: De la iniciativa y formación de las leyes y decretos
- Sección V: De las facultades del congreso.
  - Artículo 56: Facultades y atribuciones del Congreso del Estado.
- Sección VI: De la auditoría superior.
- Sección VII: De la diputación permanente.